# Horseball

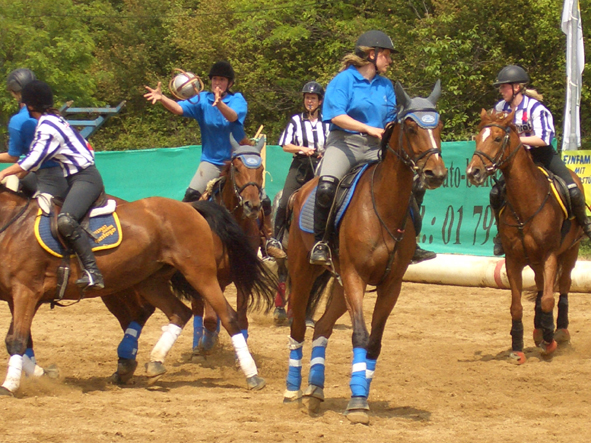
Horseball

Horseball é um desporto praticado com cavalos, criado na França durante a década de 1970, e que descende do bouzkachi afegão, do pato e do pato indoor argentinos.
O horseball é uma modalidade mista na qual participam jogadores/as e seus cavalos. O jogo é disputado por duas equipas formadas por quatro atletas, cada um(a) com seu cavalo. O objetivo do jogo é marcar golos, numa baliza a 3.5 metros do chão medidos pela parte do aro mais perto do chão. Os jogadores desta modalidade para além de terem que desenvolver as suas capacidades de jogo têm primeiramente apresentar bons conhecimentos de equitação.

## Horseball em Portugal

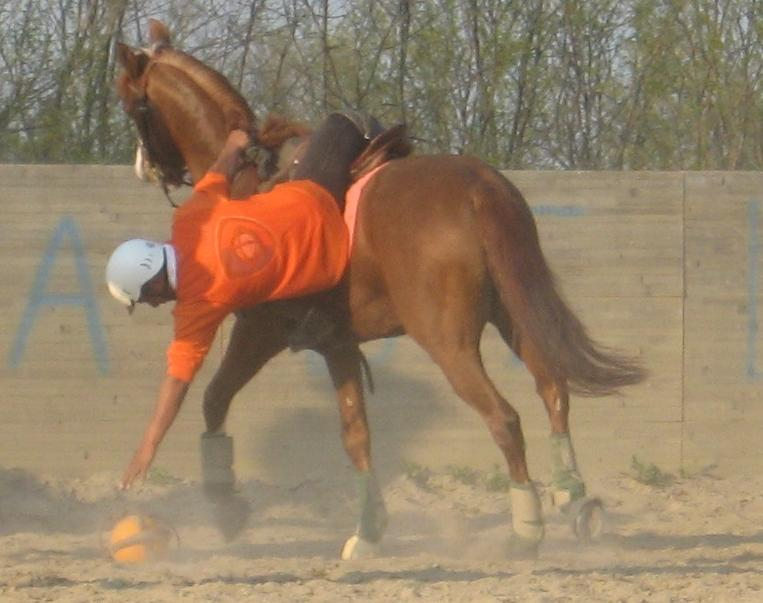
Ramassage

Portugal viu o primeiro jogo de horseball em 1988, com uma exibição realizada na Golegã, sendo que no ano seguinte (1989), realizou-se no Centro Equestre da Lezíria Grande, com apoio da Federação Equestre Francesa um estágio no qual foram formados os primeiros cavaleiros Portugueses nesta modalidade.
Realizou-se na Feira Nacional do Cavalo de 2009, um torneio internacional comemorativo dos 20 anos do horseball em Portugal.
Até ao fim da época de 2009 o horseball em Portugal era tutelado pela Federação Equestre Portuguesa, mas as competições eram sido organizadas pela Associação de Jogadores de Horseball (AJH), mas em 2010 a Federação Equestre Portuguesa chamou a si a responsabilidade de organizar as competições.
Atualmente as competições oficiais entre clubes contam com a participação dos seguintes clubes:
| Clube                                                   | Campeonato Masters (primeira divisão sénior) | Campeonato Challenge (sub-16) |
| Horseball Quinta Da Figueira                            | Sim                                          | Sim                           |
| Horseball Quinta Da Figueira B                          | Sim                                          | Não                           |
| Horseball Clube de Campo                                | Não                                          | Não                           |
| Horseball Clube Colégio Vasco da Gama                   | Sim                                          | Sim                           |
| Horseball Quinta do Pinheiro                            | Não                                          | Não                           |
| Cenycet Horseball Team                                  | Sim                                          | Sim                           |
| Academia Horseball Vidinha Porto                        | Sim                                          | Sim                           |
| Quinta de Santo António                                 | Sim                                          | Sim                           |
| Sporting Clube de Portugal Centro Equestre João Cardiga | Não                                          | Não                           |